# Biton simoni
Biton simoni är en spindeldjursart som först beskrevs av Kraepelin 1899.  Biton simoni ingår i släktet Biton och familjen Daesiidae. Inga underarter finns listade.